# Intendente
Intendente – stacja metra w Lizbonie, na linii Verde. Została otwarta 28 września 1966 wraz ze stacją Anjos w tamach rozbudowy tej linii do strefy Anjos.
Ta stacja znajduje się przy Avenida Almirante Reis, w pobliżu skrzyżowania z Rua Andrade. Oryginalny projekt architektoniczny (1966) jest autorstwa Dinisa Gomesa i malarki Marii Keil. W dniu 07 marca 1977 roku ukończono rozbudowę stacji, w oparciu o ponowny projekt Dinisa Gomesa i Marii Keil. Przebudowano perony oraz zbudowano nowe atrium.